# Капшученко-Шумейко Юлія Петрівна
Ю́лія Петрі́вна Капшуче́нко-Шуме́йко (нар. 28 грудня 1988, Київ, Україна) – українська філологиня, журналістка, громадська діячка, засновниця фестивалю «Ше.Fest». 

## Життєпис
Закінчила школу № 33 у Києві.
2006 – 2011 рр. – навчалась в Інституті української філології при Національному педагогічному університеті імені М.П. Драгоманова на кафедрі журналістики. 
Із 2018 року живе в місті Бровари.

### Громадська діяльність
У 2010-х роках була активісткою Громадянського руху «Відсіч».
2011 – 2015 рр. – засновниця та головна редакторка журналістського проекту Молодіжна інформаційна спільнота «Сіль». 
2012 р. – одна із членів оргкомітету «Параду вишиванок» та Всеукраїнського фестивалю писанок.
2014 р. – засновниця молодіжного фестивалю на Батьківщині Тараса Шевченка, у селі Моринцях, «Ше.Fest».
2015 – 2017 рр. – менеджерка музичного гурту «Мрія життя».
2014 – 2018 рр. – одна із організаторів Мегамаршу вишиванок у Києві. 
2016 рр. – заснувала всеукраїнський пісенний конкурс на слова Тараса Шевченка «Ше.Пісня». 
2016 р. – разом із Єлизаветою Красніченко заснувала проект «Відео.Кобзар» (відео читання поезії Тараса Шевченка українцями). 
2016 р. – була режисеркою святкування Дня української писемності та мови на державному рівні. 
Запустила флешмоб «Переходь на українську» серед українських письменників, у якому взяли участь Оксана Забужко, Юрій Андрухович, Тарас Прохасько, Іван Малкович. 
Разом із видавництвом «Смолоскип» заснувала поетичний турнір імені Нестора Літописця

### Інша активність
2010 – 2014 рр. – редакторка у видавництві Національного педагогічного університету імені М. П. Драгоманова.
У 2013 р. – журналістка в журналі «Робототавець».
2013 – 2017 рр. – наукова співробітниця, а згодом в.о. завідувача відділу зв’язку з громадськістю у Національному музеї літератури України.
З 2017 р. – прес-секретарка в Українському інституті національної пам'яті.

## Родина
Батьки – Петро Капшученко (1958 р.н.) та Наталія Капшученко (1962 р.н.). 
Має старшу сестру Оксану Когут (1983 р.н.). 
Одружена з 2014 з Павлом Шумейком (1988 р.н.). 
У шлюбі є син Назар (2018 р.н.).

### Відео
- 44 хвилини . Гість студії - Юлія Капшученко (29.03.18) [Архівовано 25 березня 2022 у Wayback Machine.]
- Юлія Капшученко-Шумейко про Ше.Фест 2018 для Еспресо ТВ [Архівовано 25 березня 2022 у Wayback Machine.]
- Ше.Fest 2016: яким буде третій фестиваль Тараса Шевченка ШеФест | ЮЛІЯ КАПШУЧЕНКО-ШУМЕЙКО [Архівовано 1 жовтня 2021 у Wayback Machine.]
- Четвертий «Ше.Fest» до 100-річчя Української революції. УКМЦ 09.08.2017 [Архівовано 4 березня 2022 у Wayback Machine.]
- ШеФест: спадок Кобзаря - це не журба!  [Архівовано 25 березня 2022 у Wayback Machine.]
- Фестиваль «Ше.Fest» 2017. Емоційний, патріотичний, драйвовий [Архівовано 16 серпня 2019 у Wayback Machine.]
- ПРЕС-КОНФЕРЕНЦІЯ З НАГОДИ ПРОВЕДЕННЯ ВСЕУКРАЇНСЬКОГО ФЕСТИВАЛЮ Т. ШЕВЧЕНКА "ШЕ.FEST" [Архівовано 27 березня 2019 у Wayback Machine.]
- Юля Капшученко & Дмитро Колоша: інтерв'ю "Голосу Свободи" - 17.08.15 (ВІДЕО)  [Архівовано 27 березня 2019 у Wayback Machine.]
- Фестиваль «Ше.Фест»: Твоя країна – твоя боротьба  [Архівовано 25 березня 2022 у Wayback Machine.]
- Музичний бум: Головні фестивалі літа  [Архівовано 27 березня 2019 у Wayback Machine.]
- Популяризувати вишиванку просто, якщо є бажання! [Архівовано 27 березня 2019 у Wayback Machine.]
- Про святкування Дня української писемності та мови [Архівовано 25 березня 2022 у Wayback Machine.]

### Інтерв’ю
- Організаторка Ше.Фест Юлія Капшученко: Шевченко – символ, який вийшов із кріпаків у люди міжнародного визнання [Архівовано 27 березня 2019 у Wayback Machine.]
- Як Тарас Шевченко звучить у XXI столітті? Наживо у «Громадській хвилі»! [Архівовано 27 березня 2019 у Wayback Machine.]
- На фестивалі ШеФест подаватимуть улюблену страву Шевченка [Архівовано 27 березня 2019 у Wayback Machine.]
- Шевченко був хіпстером, — організаторка «Ше.Fest» [Архівовано 27 березня 2019 у Wayback Machine.]
- Організатор Ше.Fest’у: Хочу, щоб кожна генерація фіксувала своє сприймання Шевченка
- ОРГАНІЗАТОР ШЕ.ФЕСТУ ЮЛІЯ КАПШУЧЕНКО: “МОЖЛИВО, НАМ ДОПОМАГАЄ САМ ШЕВЧЕНКО” [Архівовано 27 березня 2019 у Wayback Machine.]
- Місто, люди і місця: Юлія Капшученко – організаторка Всеукраїнського фестивалю на честь Тараса Шевченка